# La Selva, Tabasco
La Selva är en ort i Mexiko.   Den ligger i kommunen Nacajuca och delstaten Tabasco, i den sydöstra delen av landet, 700 km öster om huvudstaden Mexico City. La Selva ligger 11 meter över havet och antalet invånare är 7 690.
Terrängen runt La Selva är mycket platt. Runt La Selva är det tätbefolkat, med 442 invånare per kvadratkilometer. Närmaste större samhälle är Villahermosa, 5,3 km sydost om La Selva. Runt La Selva är det i huvudsak tätbebyggt.